# Flying officer
Flying officer (abrégé en Fg Off) est un grade d'officier junior dans la Royal Air Force (RAF) et dans les forces aériennes de nombreux pays ayant connu l'influence historique britannique. Il est équivalent au grade de Lieutenant dans la British Army et de Sub-Lieutenant dans la Royal Navy et est immédiatement inférieur à celui de Flight lieutenant et immédiatement supérieur à celui de Pilot officer.